# Ильмень (футбольный клуб)
«Ильмень» — советский футбольный клуб из Новгорода. В команде, созданой на базе Ленинградского военного округа, играли в основном иногородние футболисты. В 1960—1961 годах играл в зональном первенстве класса «Б» (втором уровне системы лиг в те года) чемпионата СССР, оба раза занимал последние места в 1-й зоне РСФСР — 16-е в 1960 году, 13-е в 1961-м.
Известно о выступлениях клуба «Ильмень» в 1990—1993 годах, в 1993 году играл в первенстве КФК.